# Морехідна вулиця (Миколаїв)
Вулиця Морехідна у м. Миколаєві проходить від вулиці Генерала Алмазова до вулиці Шосейної. Згідно з рішенням виконавчого комітету міської ради від 15.05.1970 р. №897 дві вулиці - "5-я Поперечная" та "Новая 5-я Поперечная" – були об’єднані в одну вулицю під назвою "вулиця Морехідна". Таку назву вулиця отримала, оскільки на ній знаходилася Морехідна школа Чорноморського морського пароплавства.

## З історії виникнення вулиць Поперечних
Поперечні вулиці - дев`ять нових вулиць, які утворилися у кінці XIX ст., коли місту була продана під дачі смуга земель Морського відомства, прилеглих до Спасько-Вокзального шосе. Короткі вулочки проходили поперек шосе, тому й отримали таку назву. Відділяли дачні ділянки №№ 32-113. Мали назви з 1-ї по 9-ту Поперечну. Деякі Поперечні вулиці були перейменовані. Дві вулиці - "5-я Поперечная" та "Новая 5-я Поперечная" – були об’єднані в одну вулицю під назвою "вулиця Морехідна". 1-ша Поперечна вулиця була перейменована на вул. Галини Петрової - у пам`ять про Героя Радянського Союзу Галину Костянтинівну Петрову, яка народилася у м. Миколаєві.